# Amphisbetia olseni
Amphisbetia olseni is een hydroïdpoliep uit de familie Sertulariidae. De poliep komt uit het geslacht Amphisbetia. Amphisbetia olseni werd in 1973 voor het eerst wetenschappelijk beschreven door Watson. 